# Anarchopterus
Anarchopterus — рід риб родини Іглицеві (Syngnathidae). Поширені на заході Атлантичного океану.

## Види
Є два визнані види в цьому роді:
- Anarchopterus criniger (T. H. Bean & Dresel, 1884)
- Anarchopterus tectus (C. E. Dawson, 1978)